# Prinses Christina (schip, 1963)
De Prinses Christina is gebouwd als instructievaartuig voor het Koninklijk Onderwijsfonds voor de Scheepvaart (KOFS) in Amsterdam. Al in 1960 was voor het KOFS in deze serie de Prinses Beatrix in de vaart gebracht, in 1962 gevolgd door de Prinses Irene. Gezamenlijk waren ze daarom in de binnenvaart bekend als de kofschepen.
Het uitgangspunt voor de bouw van deze schepen was, dat de leerlingen van de voormalige dagnijverheidsscholen (circa 13–16 jaar) in elk van de twee leerjaren circa 6 weken aan boord van de instructievaartuigen les dienden te krijgen. Tegenwoordig kunnen de VMBO’ers en MBO’ers op de schepen hun ‘boekenkennis’ in de praktijk oefenen en met een schip van ruim 50 meter leren omgaan. Oefenen  met aanleggen, ankeren, navigeren en sturen. Het lesprogramma op de opleidingsschepen bestaat uit zowel dagtochten als weektochten naar landen als België en Duitsland.

## Geschiedenis
Na de Tweede Wereldoorlog werd in Rotterdam de Rotterdamse dagnijverheidsschool met internaat geopend, met het doel: ‘het bevorderen van vakonderwijs in de binnenvaart, de uitgave van leerboeken ten behoeve van dat onderwijs en voorts in het algemeen al wat met dat onderwijs verband houdt of tot bevordering daarvan kan strekken’. De  instructievloot werd uitgebreid met nieuwe schepen. In 1964 kreeg de school ook een nieuw scholencomplex.
Medio jaren 90 werd de Wet educatie en beroepsonderwijs (WEB) van kracht, op basis waarvan het beroepsonderwijs werd ondergebracht bij de ROC's en vakscholen. Tevens besloten de sociale partners uit het wegvervoer, Rijn- en binnenvaart en de havensector krachten te bundelen, wat resulteerde in een opleidingsinstituut Vakopleiding Transport en Logistiek (VTL) voor cursorisch beroepsonderwijs. De schoolopleidingen inclusief de schepen werden in 1995 overgedragen aan deze onderwijsinstellingen.
Op basis van historische gronden ontving KOFS tot en met 2003 een subsidie van het ministerie van Onderwijs, Cultuur en Wetenschappen, maar de financiering werd beëindigd per 31 december 2003. Een eerste stap in de reorganisatie was de overdracht per 2004 van de instructieschepen voor de binnenvaart naar de onderwijsinstelling Scheepvaart en Transport College te Rotterdam. De ligplaats werd het Boerengat.
In 2022 werd het schip overgenomen door de Duitse rederij Deymann. Het gaat verder als opleidingsschip op Duitse wateren onder een nieuwe naam: Rolf Deymann. 

## Liggers Scheepmetingsdienst
| Meetnummer | District en volgnr. | Meetdatum        | Meetplaats | Lengte [m] | Breedte [m] | Inzinking [m] | Waterverplaatsing [ton] | Naam              | Eigenaar | Domicilie |
| ---------- | ------------------- | ---------------- | ---------- | ---------- | ----------- | ------------- | ----------------------- | ----------------- | -------- | --------- |
| R27856N    | Rotterdam 27856     | 10 juni 1963     | -          | 54,5       | 7,07        | 1,25          | 59,912                  | Prinses Christina | -        | -         |
| AN6        | Amsterdam 6         | 23 augustus 1979 | -          | 54,5       | 7,07        | 1,32          | 59,864                  | Prinses Christina | -        | -         |